# الشقة من حق الزوجة (فلم)
الشقة من حق الزوجة هو فيلم مصري كوميدي دراما، تم عرضه في 7 يناير 1985، من إخراج عمر عبد العزيز، وتأليف فراج إسماعيل، وبطولة محمود عبد العزيز، ومعالي زايد، وجورج سيدهم، وعبد الله فرغلي ونعيمة الصغير.

## القصة
سمير (محمود عبد العزيز) موظف حكومى يسكن بشقة أوضتين وصالة، يشارك صديقه المدرس الإلزامى عبد الرحيم (جورج سيدهم) والذي يستغل الشقة بإعطاء دروس خصوصية لمجموعات أطفال، وانضمت للعمل مع سمير الآنسة كريمة (معالى زايد) ابنة المراقب العام عبد المقصود، ويحدث التقارب بين سمير وكريمة ويتفقان على الزواج، ويرحب عبد المقصود عندما يعلم ان سمير لديه شقة أوضتين وصالة، وترفض ام كريمة الست نازلى (نعيمه الصغير) لأنها كانت تريد لإبنتها عريس غنى، وليس موظفا، ويفهم سمير من عبد المقصود وكريمة بطريق الخطأ ان عبد المقصود سوف يبنى لإبنته شقة أوضتين وصالة فوق سطوح عمارته، التي دائماً يتفاخر بها ويقول عند كل أزمة، أنا اقدم استقالتي واقعد في البيت وكفايه على ايجار العمارة، وبسبب سوء الفهم أسرع الجميع بإتمام الزواج، لينكشف الامر امام الجميع، ويكتشف سمير ان العمارة شرك بين 5 أسر، وعليها نزاع ومرهونة، ولتدارك الامر تحدث عبد المقصود مع عبد الرحيم وطلب منه مساعدة صديقه سمير، فتنازل عبد الرحيم عن حقه في الشقة، واستلم شقته الجديدة التي كان قد حجزها من المحافظة منذ زمن بعيد، وعاد عبد الرحيم للبلد، ليطلب عروسة له، فزوجته امه (هانم محمد) من ابنة اختها نجفه(فريدة سيف النصر) والتي وقفت بجانب زوجها وساعدته في عمله مع التلاميذ، بينما تزوج سمير من كريمة، ووضح من اليوم الأول سيطرة نازلى على أفكار ابنتها كريمة، ووضعت كريمة مولودتها الأولى، وأصرت نازلى قهرا، ان تسميها على إسمها، ورفض سمير بإصرار، ولأن كريمة تركت العمل لرعاية مولودها، فقد تأثر دخل الاسرة، وتمكن سمير من الحصول على تاكسى بالتقسيط ليعمل عليه بالفترة المسائية، واستغلت نازلى وابنتها كريمة التاكسى في مشاويرهم الخاصة، وبسبب غياب سمير عن المنزل طوال اليوم وعودته مرهقا، شعرت كريمه بالملل، وعدم استمتاعها بزوجها، وخيرت سمير بينها وبين التاكسى ولكنه اختار الاثنين، لأنه يحب كريمه، والتاكسى من اجلها وإبنتهما، ولكن الحماة نصحت ابنتها بتهديد زوجها بطلب الطلاق، والذي طلبته كريمة وألحت عليه، فطلقها سمير في لحظة غضب طلقة بائنة، وبعد مجهودات عبد المقصود حاول سمير إعادة زوجته للمنزل، ولكن هولاكو (نازلى) رفضت وطلبت طلاق نهائى، لتحصل على الشقة حسب القانون الجديد، الشقة من حق الزوجة، ولكن النيابة قررت مشاركة الزوجين في الشقة حتى انتهاء شهور العدة، وبدأت نازلى في مسلسل تطفيش سمير، بتشغيل الغسالة بعد منتصف الليل، ودق الكفتة في الهون، حتى طفش سمير وذهب للسكنى في المقابر، وشعرت كريمة بخطئها نحو طليقها حبيبها، وبحثت عنه واعتذرت له، مع وعد بسد اذنيها عن نصائح امها، وعادوا لمنزلهم مع ابنتهم، بينما أسرع للمقابر عبد المقصود ليحتل الحوش الذي كان يسكنه سمير، هاربا من هولاكو. (الشقة من حق الزوجة)

## بطولة
تمثيل:
- محمود عبد العزيز بدور (سمير)
- معالي زايد بدور (كريمة)
- جورج سيدهم بدور (عبد الرحيم)
- عبد الله فرغلي بدور (عبد المقصود)
- نعيمة الصغير بدور (نظلة)
- فريدة سيف النصر بدور (نجفه)
- محمد الشويحي بدور (عم مغاوري)
- هانم محمد
- مصطفى توفيق
- أحمد رضوان
- أنسي المصري
- عثمان عبد المنعم

## طاقم العمل
طاقم عمل الفيلم:
- تأليف:
  - فراج إسماعيل (قصة وسيناريو وحوار)
- إخراج:
  - عمر عبد العزيز (مخرج)
  - عصمت (مخرج مساعد)
- تصوير:
  - ضياء الدين المهدي (مدير التصوير)
- مونتاج:
  - رشيدة عبد السلام (مونتير)
  - عادل شكري (نيجاتيف)
- صوت:
  - مجدي كامل (مهندس الصوت)
- إنتاج:
  - مؤسسة الشروق للإنتاج الفني (منتج)
- ماكياج:
  - أحمد عفيفي (ماكيير)
- موسيقى:
  - عبد العظيم حليم (الألحان والموسيقى التصويرية)
- فوتوغرافيا:
  - محمد بكر (مصور فوتوغرافيا)
- ديكور:
  - غسان سالم (منفذ المناظر)
  - وجيه الشريف (إكسسوار)
  - ماجد موسى (مصحح الالوان)
- كاستينج:
  - محمد خانكه (ريجيسير)

## وصلات خارجية
الشقة من حق الزوجة على موقع قاعدة بيانات الأفلام العربية